# ФК Младост Опланићи
ФК Младост је фудбалски клуб из Опланића, Србија, и тренутно се такмичи  у фудбалу Градска лига Краљево, седмом такмичарском нивоу српског фудбала. ФК Младост Опланићи је основан 1925 године. На оснивању се завао ФК Земљорадник. Боја клуба је плава.

## Комшински дерби
ФК Младост Опланићи има свог "вечитиог ривала", а то је ФК Морава Сирча. Ривалство даптира још крајем 20-их година 20-ог века, када је у селу Сирча основан фудбалски клуб. Kомшијски дерби одиграва још са ФК Поповићи. А, са десне стране Западне Мораве: ФК Грдица и ФК Борац Адрани.

## Истрорија клуба
ФК Младост Опланићи је основан 1925. године. На оснивању се завао ФК Земљорадник. Давне 1925 године је основан фудбалски клуб Земљорадник, а не случајно. Овај назив је изабран зато што реч земљорадник има 11 слова, колико има играча у фудбалском тиму. Фудбал у Опланићима почела много раније да се котрља, захваљујући Ивану Брожићевићу, човек познат по изградњи споменика Солунским јунацима. Он је тада предао прву лопту попу Милораду Благојевићу а овај је поклонио Животи Стефановићу. Тада фудбалски дружине имале у Сирчи, Адранима, Мрсаћу, Ратини и Бресници. Сведоци ових првих фудбалских утакмица су били између осталих: Момчило, Филип, Љубинко, Бранко,  Живорад и Милош Игрутиновић, Милун Подгорац,  Ристо Думић,  Живот Стефановић, Мидо Терзић и многи други.

## Фотографије
- Трофеји
- Ветерани ФК Младости Опланића и ФК Црвене Звезде
- Меморијални Турнир
- Поглед на стадион ФК Младост Опланићи
- Зона Морава

| Сезона   | Ранг | Лига                                    | Позиција | ИГ | Д  | Н | П  | ГД | ГП | ГР  | Бод | Куп                  |
| -------- | ---- | --------------------------------------- | -------- | -- | -- | - | -- | -- | -- | --- | --- | -------------------- |
| 2008/09. | 5    | Рашки округ                             | 1.       | 34 | 21 | 7 | 6  | 70 | 28 | +42 | 70  | Није се квалификовао |
| 2009/10. | 4    | Зона Морава                             | 14.      | 30 | 8  | 7 | 15 | 40 | 57 | -17 | 31  | Није се квалификовао |
| 2010/11. | 4    | Зона Морава                             | 15.      | 30 | 6  | 4 | 20 | 38 | 97 | -59 | 22  | Није се квалификовао |
| 2011/12. | 4    | Зона Морава                             | 16.      | -  | -  | - | -  | -  | -  | -   | -   | Није се квалификовао |
| 2012/13. | 7    | Друга градска лига Краљево група Морава | 3.       | 16 | 11 | 2 | 3  | 47 | 16 | +31 | 35  | Није се квалификовао |
| 2013/14. | 7    | Друга градска лига Краљево група Морава | 2.       | 14 | 9  | 1 | 4  | 35 | 25 | +10 | 28  | Није се квалификовао |
| 2014/15. | 7    | Друга градска лига Краљево група Морава | -        | -  | -  | - | -  | -  | -  | -   | -   | -                    |
| 2015/16. | 7    | Друга градска лига Краљево група Морава | -        | -  | -  | - | -  | -  | -  | -   | -   | -                    |
| 2016/17. | 7    | Друга градска лига Краљево група Морава | -        | -  | -  | - | -  | -  | -  | -   | -   | -                    |
| 2017/18. | 7    | Друга градска лига Краљево група Морава | 8.       | 16 | 3  | 2 | 11 | 17 | 40 | -23 | 11  | Није се квалификовао |
| 2018/19. | 7    | Друга градска лига Краљево група Морава | 3.       | 16 | 11 | 3 | 4  | 39 | 19 | +20 | 36  | Није се квалификовао |
| 2019/20. | 7    | Градска лига Краљево                    | 1.       | 13 | 11 | 0 | 2  | 38 | 11 | +27 | 33  | Није се квалификовао |